# Helvetisches Kollegium
Helvetisches Kollegium (Collegium Helveticum) war der Name eines Seminars in Mailand zur Ausbildung katholischer Geistlicher für die Schweiz. Vom Kardinal-Erzbischof Karl Graf Borromeo von Mailand im Jahr 1579 begründet, hat das Helvetische Kollegium während seines 200-jährigen Bestehens, zur Befestigung des Katholizismus und namentlich auch des jesuitischen Einflusses in den katholischen Schweizer Kantonen, viel beigetragen.
Ein bekannter Schüler des Helvetischen Kollegiums war der Erzpriester Nicolò Rusca, der 1618 in Thusis zu Tode gefoltert wurde. Ebenso wurde Johannes Wilhelm Gotthart (1592–1649), ein Schweizer Geistlicher, Kontroverstheologe, Lehrer und Schriftsteller, wurde am Kollegium ausgebildet.
Die Anstalt wurde in der Revolutionszeit gegen Ende des vorherigen Jahrhunderts aufgehoben und stand unter der häuslichen Leitung der Kongregation Oblaten des Karl und des heiligen Ambrosius.

## Forschungsinstitut der ETH
Heute bezeichnet der Begriff ein 1997 gegründetes interdisziplinäres Forschungsinstitut an der Eidgenössischen Technischen Hochschule Zürich, das in den Räumlichkeiten der ehemaligen Eidgenössischen Sternwarte untergebracht ist.